# Basketbal op de Olympische Jeugdzomerspelen 2014
Basketbal is een van de olympische sporten die beoefend werden tijdens de Olympische Jeugdzomerspelen 2014 in Nanjing. De wedstrijden werden gespeeld van 18 tot en met 26 augustus in het Wutaishan Sports Center. Er is een jongens- en een meisjestoernooi. Er werd in beide toernooien gespeeld met twintig landen, die verdeeld worden in twee groepen van tien. De top vier plaatste zich voor de kwartfinales. Dit toernooi werd gespeeld volgens andere spelregels dan het gewone basketbal; de FIBA 33-regels. Nieuw zijn een dunkwedstrijd voor jongens en een shoot-out toernooi voor meisjes.

## FIBA 33-regels
- Er werd gespeeld op een veld half zo groot als een normaal basketbalveld
- Elk team bestaat uit drie spelers, aangevuld met één wisselspeler
- Een wedstrijd duurt twee maal vijf minuten, tenzij één ploeg 33 punten scoort; dan is het spel ten eind
- Er moet binnen de tien seconden een schot op doel zijn

## Deelnemende landen

### Jongens
| Poule A     | Poule B       |
| ----------- | ------------- |
| Hongarije   | Andorra       |
| Duitsland   | Spanje        |
| Uruguay     | Brazilië      |
| Litouwen    | Roemenië      |
| Polen       | Nieuw-Zeeland |
| Frankrijk   | Guam          |
| Puerto Rico | Venezuela     |
| Indonesië   | Argentinië    |
| China       | Tunesië       |
| Slovenië    | Guatemala     |

### Meisjes
| Poule A   | Poule B          |
| --------- | ---------------- |
| Hongarije | Andorra          |
| Spanje    | België           |
| Duitsland | Chinees Taipei   |
| Brazilië  | Tsjechië         |
| Nederland | Verenigde Staten |
| China     | Roemenië         |
| Estland   | India            |
| Venezuela | Egypte           |
| Syrië     | Thailand         |
| Slovenië  | Rusland          |

## Kalender
| Augustus  | 16 | 17 | 18 | 19 | 20 | 21 | 22 | 23 | 24 | 25 | 26 | 27 | 28 |
| --------- | -- | -- | -- | -- | -- | -- | -- | -- | -- | -- | -- | -- | -- |
| Basketbal |    |    |    |    |    | 2  |    |    |    |    | 2  |    |    |

|  | Competitie |  | Finale |

## Medailles
| Discipline | Goud | Goud             | Zilver | Zilver        | Brons | Brons           |
| ---------- | ---- | ---------------- | ------ | ------------- | ----- | --------------- |
| Jongens    | LTU  | team             | FRA    | team          | ARG   | team            |
| Dunken     | FRA  | Karim Mouliom    | SLO    | Ziga Lah      | CHN   | Lei Fu          |
| Meisjes    | USA  | team             | NED    | team          | ESP   | team            |
| Shoot-out  | ESP  | Lucia Carpintero | SLO    | Ela Micunovic | USA   | Katie Samuelson |

### Medailleklassement
| Plaats | Land             | NOC    | Goud | Zilver | Brons | Totaal |
| ------ | ---------------- | ------ | ---- | ------ | ----- | ------ |
| 1      | Frankrijk        | FRA    | 1    | 1      | 0     | 2      |
| 2      | Spanje           | ESP    | 1    | 0      | 1     | 2      |
| 2      | Verenigde Staten | USA    | 1    | 0      | 1     | 2      |
| 3      | Litouwen         | LTU    | 1    | 0      | 0     | 1      |
| 4      | Slovenië         | SLO    | 0    | 2      | 0     | 2      |
| 5      | Nederland        | NED    | 0    | 1      | 0     | 1      |
| 6      | China            | CHN    | 0    | 0      | 1     | 1      |
| 6      | Argentinië       | ARG    | 0    | 0      | 1     | 1      |
| Totaal | Totaal           | Totaal | 4    | 4      | 4     | 12     |

Atletiek · Badminton · Basketbal · Beachvolleybal · Boksen · Boogschieten · Gewichtheffen · Golf · Gymnastiek · Handbal · Hockey · Judo · Kanovaren · Moderne vijfkamp · Paardensport · Roeien · Rugby Sevens · Schermen · Schietsport · Schoonspringen · Taekwondo · Tafeltennis · Tennis · Triatlon · Voetbal · Wielersport · Worstelen · Zeilen · Zwemmen